# Vonihovo, Teceu
Vonihovo (în ucraineană Вонігово) este o comună în raionul Teceu, regiunea Transcarpatia, Ucraina, formată numai din satul de reședință.

## Demografie
Componența lingvistică a comunei Vonihovo
     Ucraineană (98,91%)
     Rusă (1,02%)
     Alte limbi (0,08%)
Conform recensământului din 2001, majoritatea populației comunei Vonihovo era vorbitoare de ucraineană (98,91%), existând în minoritate și vorbitori de rusă (1,02%).